# 吉川英梨
吉川 英梨（よしかわ えり、1977年9月6日 - ）は、日本の推理作家、恋愛小説家である。

## 来歴
埼玉県生まれ。大妻女子大学短期大学部日本文学科を卒業。テンプル大学日本校教養学部政治学科を中退。
出版社勤務の傍ら、シナリオ・センターにて脚本を学び、テレビ・映画などの企画に参加する。
2008年に『私の結婚に関する予言38』で、第3回日本ラブストーリー大賞エンタテインメント特別賞を受賞する。

## 作品リスト

### ハラマキシリーズ
- アゲハ 女性秘匿捜査官・原麻希（2011年1月 宝島社文庫）
- スワン 女性秘匿捜査官・原麻希（2011年9月 宝島社文庫）
- マリア 女性秘匿捜査官・原麻希（2012年7月 宝島社文庫）
- エリカ 女性秘匿捜査官・原麻希（2013年1月 宝島社文庫）
- ルビイ 女性秘匿捜査官・原麻希（2013年7月 宝島社文庫）
- 警視庁「女性犯罪」捜査班 警部補・原麻希（2014年9月 宝島社文庫）
- 警視庁「女性犯罪」捜査班 警部補・原麻希 5グラムの殺意（2015年8月 宝島社文庫）
- 警視庁「女性犯罪」捜査班 警部補・原麻希 通報者（2016年5月 宝島社文庫）
- 警視庁「女性犯罪」捜査班 警部補・原麻希 氷血（2017年3月 宝島社文庫）
- 警視庁「女性犯罪」捜査班 警部補・原麻希 蝶の帰還（2017年3月 宝島社文庫【上・下】）
- 警視庁捜査一課八係 警部補・原麻希 レッド・イカロス（2019年8月 宝島社文庫）
- 警視庁捜査一課八係 警部補・原麻希 イエロー・エンペラー（2021年2月 宝島社文庫）
- 警視庁捜査一課八係 警部補・原麻希 グリーン・ファントム（2023年5月 宝島社文庫）

### 新東京水上警察シリーズ
- 波動 新東京水上警察（2016年9月 講談社文庫)
- 烈渦 新東京水上警察（2017年1月 講談社文庫）
- 朽海の城 新東京水上警察（2017年7月 講談社文庫）
- 海底の道化師 新東京水上警察（2018年8月 講談社文庫）
- 月下蝋人 新東京水上警察（2020年12月 講談社文庫）

### 十三階シリーズ
- 十三階の女（2017年8月 双葉社 / 2019年2月 双葉文庫）
- 十三階の神（2018年7月 双葉社 / 2020年6月 双葉文庫）
- 十三階の血（2019年11月 双葉社 / 2021年6月 双葉文庫）
- 十三階の母（2021年8月 双葉社 / 2023年7月 双葉文庫）
- 十三階の仇（2022年5月 双葉社 / 2024年9月 双葉文庫）

### 警視庁53教場シリーズ
- 警視庁53教場（2017年10月 角川文庫）
- 偽弾の墓 警視庁53教場（2018年5月 角川文庫）
- 聖母の共犯者 警視庁53教場（2018年11月 角川文庫）
- 正義の翼 警視庁53教場（2019年12月 角川文庫）
- カラスの祈り 警視庁53教場（2021年7月 角川文庫）

### 海蝶シリーズ
- 海蝶（2020年9月 講談社）
  - 【改題】海蝶 海を護るミューズ（2022年4月 講談社文庫）
- 海蝶 鎮魂のダイブ（2022年4月 講談社）

### 感染捜査シリーズ
- 感染捜査（2021年5月 光文社 / 2024年11月 光文社文庫）
- 感染捜査 黄血島決戦（2022年11月 光文社 / 2024年12月 光文社文庫）

### 警視庁01教場シリーズ
- 警視庁01教場（2023年11月 角川文庫）
- センシティブ・キリング 警視庁01教場（2024年10月 角川文庫）

### その他
- 私の結婚に関する予言38（2008年4月 宝島社 / 2009年8月 宝島社文庫）
- ダナスの幻影（2014年12月 朝日新聞出版）
  - 【改題】悪い女 藤堂玲花、仮面の日々（2023年9月 朝日文庫）
- 片恋パズル なぞの暗号と、ヒミツの気持ち（2015年6月 集英社みらい文庫）
- 葬送学者 鬼木場あまねの事件簿（2015年7月 河出書房新社）
  - 【改題】葬送学者R.I.P.（2017年11月 河出文庫）
- ハイエナ 警視庁捜査二課 本城仁一（2016年6月 幻冬舎文庫）
- 雨に消えた向日葵（2019年9月 幻冬舎 / 2022年3月 幻冬舎文庫）
- ブラッド・ロンダリング（2020年3月 河出書房新社）
  - 【改題】ブラッド・ロンダリング 警視庁捜査一課 殺人犯捜査二係（2023年2月 河出文庫）
- 新宿特別区警察署 Lの捜査官（2020年11月 KADOKAWA / 2024年2月 角川文庫）
- 海の教場（2022年7月 KADOKAWA）
- 虚心（2023年3月 幻冬舎）
- 桜の血族（2023年8月 双葉社）
- トヨタの子（2024年6月 講談社）

### アンソロジー
「」内が吉川英梨の作品
- しあわせなミステリー（2012年4月 宝島社）「18番テーブルの幽霊」 - 女性秘匿捜査官・原麻希シリーズスピンオフ短編
  - 【改題】ほっこりミステリー（2014年3月 宝島社文庫）
- 5分で読める！ ひと駅ストーリー 乗車編（2012年12月 宝島社文庫）「海天警部の憂鬱」
- 5分で読める！ ひと駅ストーリー 夏の記憶 西口編（2013年7月 宝島社文庫）「心霊特急」
- 5分で読める！ ひと駅ストーリー 猫の物語（2014年9月 宝島社文庫）「猫物件」
- 5分で笑える！ おバカで愉快な物語（2016年3月 宝島社文庫）「海天警部の憂鬱」
- 5分でほろり！ 心にしみる不思議な物語（2017年2月 宝島社文庫）「心霊特急」
- 刑事の灯（2020年4月 双葉文庫）「ファーストレディの黒子」
- 3分で殺す！ 不連続な25の殺人（2023年9月 宝島社文庫）「海天警部の憂鬱」

## メディア・ミックス

### テレビドラマ
- 女秘匿捜査官 原麻希 アゲハ（2012年7月13日、フジテレビ系「金曜プレステージ」枠、主演：瀬戸朝香、原作：アゲハ 女性秘匿捜査官・原麻希）
- 雨に消えた向日葵（2022年7月24日 - 8月21日、全5話、WOWOW「連続ドラマW」枠、主演：ムロツヨシ）[5]

### 配信ドラマ
- 悪い女（2024年11月27日、全20話、BUMP、主演：本仮屋ユイカ、原作：悪い女 藤堂玲花、仮面の日々）[6]

### 漫画
- コミック あっ！ と驚く7つのストーリー（2017年4月、アンソロジー、宝島社、原作：心霊特急『5分で読める！  ひと駅ストーリー 夏の記憶 西口編』所収） - 作画：葵井りょう